# Davis Saddle
Der Davis Saddle ist ein vereister Gebirgspass in Form eines Bergsattels an der Saunders-Küste des westantarktischen Marie-Byrd-Lands. Er verläuft östlich des Mitchell Peak auf der Guest-Halbinsel.
Der United States Geological Survey kartierte ihn anhand eigener Vermessungen und Luftaufnahmen der United States Navy aus den Jahren von 1959 bis 1965. Das Advisory Committee on Antarctic Names benannte den Sattel 1966 nach Clinton S. Davis, Bootsmannsmaat an Bord der USS Glacier, die von 1961 bis 1962 vor dieser Küste operierte.